# شیخ عبدالنبی
شیخ عبدالنبی از روحانیان مسلمان و سیاستمداران دربار گورکانیان بود که به مدت هشت سال در منصب «صدرالصدور» اکبر کبیر قرار داشت.
عبدالنبی نوهٔ عبدالقدوس گنگوهی و عضو یکی از مهم‌ترین خانواده‌های علما در هند گورکانی بود. عبدالنبی اگرچه صوفی‌گری را به‌طور کامل رد نمی‌کرد، اما بیشتر در زمینهٔ حقوق و شریعت فعالیت داشت. او علم حدیث را در شهر مکه، نزد محدث مصری‌الاصل، ابن حجر هیتمی، آموخته بود که او را با اصلاحات سنت‌گرایانه آشنا کرد. عبدالنبی پس از بازگشت از حج به هند، از رویکرد دینی پیشینیان خود فاصله گرفت و آثاری در انتقاد از اعمال افراط‌گرایانهٔ تصوف نوشت. او پس از رد کردن سنت عارفانهٔ خانوادگیش، نظرات «علمای ظاهر» را پذیرفت و حتی در رساله‌ای، نظرات پدرش دربارهٔ حمایت از موسیقی صوفیانه (سماع) را نقد کرد. دیدگاه اصلاح که در مکه و مدینه آموخته‌بود، ظاهراً بعدتر شکلی از شیعه‌ستیزی به خود گرفت.
چشم‌پوشی عبدالنبی از میراث خانوادگیش باعث اعتبار یافتن او شده بود و لقب «شیخ الاسلام» گرفت و اکبرشاه به او مقام «صدارت گجرات» (در ۹۷۱ هجری) بخشید. در سال ۹۷۳ هجری، اکبرشاه به توصیه وزیر ارشد خود، مظفرخان تربتی، عبدالنبی را به مقام صدرالصدر منصوب نمود که وظیفه‌اش مدیر ارشد کمک‌های درآمدی به علما بود. عبدالنبی در این جایگاه روابط پرتنشی را تجربه کرد؛ زیرا دربار اکبر و علمای پیرامون شاه با روحانیانی که قسمت عمدهٔ این کمک‌های مالی را دریافت می‌کردند اصطحکاک و اختلاف داشتند. اکبر همچنین عبدالنبی را مأمور آموزش علم حدیث به ولیعهدش، سلیم (جهانگیرشاه آینده)، منصوب کرد. اکبرشاه در این دوره برای عبدالنبی احترام زیادی قائل بود. عبدالنبی جلساتی برای آموزش حدیث برگزار می‌کرد که در آن راویان معتبر و ارزشمند را بررسی می‌نمود. گاهی شخص اکبرشاه در این جلسه‌ها شرکت می‌کرد و حتی کفش‌های عبدالنبی را برایش مرتب می‌کرد.
عبدالنبی در جایگاه صدرالصدور، دیدگاه‌های اصلاحی خود دربارهٔ امر به معروف و نهی از منکر را پیاده‌سازی کرد. به نظر می‌رسد تأثیر نظراتش بر اکبر، موجب شد بعدتر تفکرات امپراتور بدان سو کشیده شود که رعایت اشکال ظاهری و الزامات رسمی اسلام مهم نیست. عبدالنبی با سیاست برابری‌خواهانهٔ اکبرشاه در امور دینی، موسوم به صلح کل، مخالف بود. با این حال اکبر سعی داشت دوستی خود با عبدالنبی را ادامه دهد. عبدالنبی با اکراه محضر (گواهی که اکبر را به عنوان بالاترین مرجع دینی برسمیت می‌شناخت) امضا کرد. او عموماً با برنامه‌های مذهبی و سیاسی اکبرشاه مخالف بود.
عبدالنبی پس از این، یک رقیب یافت که مخدوم‌الملک عبدالله سلطانپوری نام داشت و نمایندهٔ برجستهٔ اسلام شریعی در میان اهل تسنن بود که در مناظره‌های مذهبی (عبادت‌خانه) شرکت می‌کرد. مخدوم‌الملک که از قدرت و جایگاه عبدالنبی خشمگین بود، در رساله‌ای که علیهش نوشت، عبدالنبی را مسئول اعدام خضرخان و میرحبشی دانست. عبدالنبی برخی از عالمان برجسته و سرشناس شیعه را اعدام کرد که خشم شاه را برانگیخت و با اعدام یک برهمن، روابط عبدالنبی و اکبر شاه تیره و تار شد.
عبدالنبی تا هشت سال صدرالصدور باقی ماند. تا این که رفتارش در مناظرات و رقابت شخصی او با مخدوم‌الملک به جایگاهی که نزد اکبرشاه داشت، لطمه زد. اکبر او را از عنوان صدرالصدور عزل کرد و منصب صدارت کل هند را به چندین مقام کوچک‌تر تقسیم کرد تا هر ولایتی صدر مستقلی داشته باشد. با این روش اکبرشاه از نفوذ قضاتی که از منصوبان و پیروان عبدالنبی بودند، کاست. همچنین اکبر در سال ۹۸۷ هجری، در راستای سیاست دین الهی اعلام کرد فرمان‌های پادشاهی بر احکام فقها اولویت دارد که اعتراض عبدالنبی را در پی داشت.
اکبرشاه چون از رقابت عبدالنبی و مخدوم‌الملک خسته شده‌بود، هر دو را در سال ۹۸۶ هجری به حج فرستاد و مأموریت داد به عنوان «امیرالحاج»، هدایا و صدقات شاه را به حجاز ببرند. این کار در واقع به معنای تبعید آن‌ها بود. عبدالنبی احتمالاً در سال ۹۹۱ یا ۹۹۲، شاید با توجه به گزارش‌های اغراق‌آمیزی که از قیام بنگال و شورش برادر ناتنی اکبر، میرزا محمد حکیم، دریافت کرده‌بود، به هند بازگشت. اکبر عبدالنبی را به دلیل تخلفات مالی در زمان صدرالصدوری، به زندان انداخت و اندکی پس از آن احتمالاً به دستور اکبر، کشته شد. قتل او یحتمل در سال‌های ۹۹۰ تا ۹۹۲ هجری رقم خورد.
او مسجدی در دهلی ساخته بود که هنوز پابرجاست. از آثار منسوب به عبدالنبی عبارتند از:
1. رساله‌ای گمشده در مخالفت با سماع
2. رساله در وظایف و ادعیه با دیگر نام‌های وظایف النبی و وظایف الیوم والیلة النبویه که در دوران حبس نوشت.
3. سنن الهدی فی متابعت المصطفی که رساله عربی گمشده‌ای در رد انتقاد مروازی شافعی از امام ابوحنیفه، که عبدالنبی نسبش را از او می‌گیرد، است.[۳][۲]